# Bayırdüzü, Hazro
Bayırdüzü là một xã thuộc huyện Hazro, tỉnh Diyarbakır, Thổ Nhĩ Kỳ. Dân số thời điểm năm 2008 là 129 người.